# Campeonato Mundial de Rugby M19 de 1969
El Campeonato Mundial de Rugby M19 de 1969 se disputó en Barcelona, España y fue la primera edición del torneo en categoría M19.

## Equipos participantes
- Selección juvenil de rugby de Checoslovaquia
- Selección juvenil de rugby de España
- Selección juvenil de rugby de Francia
- Selección juvenil de rugby de Italia
- Selección juvenil de rugby de Marruecos
- Selección juvenil de rugby de Portugal
- Selección juvenil de rugby de Rumania
- España B

## Posiciones finales
| Pos | Equipo         |
| --- | -------------- |
|     | Francia        |
|     | Marruecos      |
|     | Rumania        |
| 4   | Italia         |
| 5   | España         |
| 6   | Checoslovaquia |
| 7   | Portugal       |
| 8   | España B       |

### Campeón
| Bandera de Francia |
| Campeón Francia    |
| Primer título      |